# 1744 год в науке
В 1744 году произошли различные научные и технологические события, некоторые из которых представлены ниже.

## События
- Ж. Шезо высказал предположение, что межзвёздное пространство заполнено средой, ослабляющей свет звёзд.
- Леонард Эйлер статьёй «Метод нахождения кривых линий, обладающих свойствами максимума, либо минимума» открыл вариационное исчисление[1]. В этом же году Эйлер и Мопертюи опубликовали первый «принцип наименьшего действия» — принцип Мопертюи — Эйлера, который после обобщения стал в ряд самых общих принципов физики[2].

## Родились
- 22 июня — Иоганн Кристиан Эркслебен, немецкий учёный занимавшийся физикой, минералогией, химией и естествознанием.
- 1 августа — Жан Батист Ламарк, французский учёный-естествоиспытатель.
- 16 августа — Пьер Мешен, французский астроном и геодезист.

## Скончались
- 14 февраля — Джон Хэдли, английский математик.
- 25 апреля — Андерс Цельсий, шведский астроном, геолог и метеоролог.